# Lista över Gotlands runinskrifter

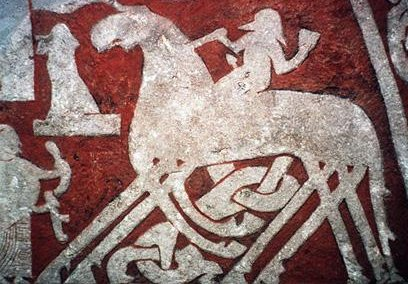
Detalj från Tjängvidestenen: Oden på Sleipner.

Lista över Gotlands runinskrifter är en förteckning över runristningar på Gotland förkortat G. Därpå följer ett nummer enligt Samnordisk runtextdatabas, ristningens eventuella namn, dess placering och typ av föremål.

## G 1 - G 99
- G 1, Sundre kyrka, Sundre socken, Hoburgs ting, medeltida gravhäll
- G 2, Sundre kyrka, Sundre socken, Hoburgs ting, medeltida gravhäll
- G 3, Sundre kyrka, Sundre socken, Hoburgs ting, fragment, medeltida gravhäll
- G 4, Vamlingbo kyrka, Vamlingbo socken, Hoburgs ting, medeltida gravhäll
- G 5, Vamlingbo kyrka, Vamlingbo socken, Hoburgs ting, medeltida gravhäll
- G 6, Vamlingbo kyrka, Vamlingbo socken, Hoburgs ting, medeltida gravhäll
- G 7, Vamlingbo kyrka, Vamlingbo socken, Hoburgs ting, medeltida gravhäll
- G 8, Sigraifs, Vamlingbo socken, Hoburgs ting, medeltida stolpe
- G 9, Storms, Vamlingbo socken, Hoburgs ting, medeltida stolpe
- G 10, Vamlingbo socken, Hoburgs ting, ringspänne, nu i SHM
- G 11, Hamra kyrka, Hamra socken, Hoburgs ting, medeltida gravhäll
- G 12, Hamra kyrka, Hamra socken, Hoburgs ting, fragment, medeltida gravhäll
- G 13, Hamra kyrka, Hamra socken, Hoburgs ting, fragment, medeltida gravhäll
- G 14, Hamra kyrka, Hamra socken, Hoburgs ting, medeltida gravhäll
- G 15, Hamra kyrka, Hamra socken, Hoburgs ting, medeltida gravhäll
- G 16, Hamra kyrka, Hamra socken, Hoburgs ting, fragment, medeltida gravhäll
- G 17, Hamra kyrka, Hamra socken, Hoburgs ting, medeltida gravhäll
- G 18, Hamra kyrka, Hamra socken, Hoburgs ting, fragment, medeltida gravhäll
- G 19, Hamra kyrka, Hamra socken, Hoburgs ting, medeltida gravhäll
- G 20, Hamra kyrka, Hamra socken, Hoburgs ting, medeltida putsinskrift i koret
- G 21, Öja kyrka, Öja socken, medeltida gravhäll
- G 22, Öja kyrka, Öja socken, medeltida gravhäll
- G 45, Almungs, Havdhems socken. Nu i Statens Historiska Museum, guldbrakteat
- G 59, Hablingbo kyrka, Hablingbo socken, bildsten med runinskrift
- G 74, Eksta kyrka, Eksta socken, Hablinge ting, medeltida gravhäll
- G 75, Levide kyrka, Levide socken, Fardhems ting, två medeltida fragment av gravhäll
- G 76, Levide kyrka, Levide socken, Fardhems ting, medeltida gravhäll, försvunnen
- G 77, Levide kyrka, Levide socken, Fardhems ting, nu i Gotlands fornsal, fragment av runristad bildsten
- G 78, Kullans, Gerums socken, nu i Gotlands fornsal, spisstolpe av järn
- G 80, Linde kyrka, Linde socken, nu i Gotlands fornsal, runsten
- G 85, Fride, Lojsta socken. Nu i Statens Historiska Museum, guldbrakteat
- G 88, Kylverstenen, Kylver, Stånga socken, gravhäll
- G 92, Bosarve, Närs socken, nu i Gotlands fornsal
- G 93, Hallute, Närs socken, nu på Historiska museet i Stockholm
- G 94, Mickelgårds, Närs socken, nu på Historiska museet i Stockholm
- G 99, Lye kyrka, Lye socken, Garde ting, medeltida gravhäll

## G 100 - G 199
- G 100, Lye kyrka, Lye socken, Garde ting, medeltida gravhäll
- G 101
- G 102
- G 103
- G 104
- G 105
- G 106
- G 107
- G 108, Alskogs kyrka, Alskogs socken, Garde ting, putsinskrift i tornkammaren
- G 109
- G 110, Tjängvidestenen, Tjängvide gård, Alskogs socken, Garde ting, run- och bildsten, nu i SHM
- G 111, en av Ardrestenarna, Ardre kyrka, Ardre socken, Kräklinge ting, tio run- och bildstenar
- G 112, en av Ardrestenarna, Ardre kyrka, Ardre socken, Kräklinge ting, tio run- och bildstenar
- G 113, en av Ardrestenarna, Ardre kyrka, Ardre socken, Kräklinge ting, tio run- och bildstenar
- G 114, en av Ardrestenarna, Ardre kyrka, Ardre socken, Kräklinge ting, tio run- och bildstenar
- G 115
- G 118, Anga kyrka, Anga socken, Kräklinge ting, runtext på gravhäll
- G 119, Anga kyrka, Anga socken, Kräklinge ting, runtext på långhusets norra vägg
- G 120, Anga kyrka, Anga socken, Kräklinge ting, runtext på långhusets östra vägg
- G 134, en av bild- och runstenarna i Sjonhemsmonumentet, Sjonhems socken, Halla ting, nu i Gotlands fornsal
- G 135, en av bild- och runstenarna i Sjonhemsmonumentet, Sjonhems socken, Halla ting, nu i Gotlands fornsal
- G 172, Vamlingbo kyrkogård, Vamlingbo socken, Hoburgs ting, medeltida gravhäll, försvunnen
- G 181
- G 192, Västergarns kyrkogård, Västergarns socken, halv gravsten
- G 199, Tofta kyrka, Tofta socken, medeltida gravhäll

## G 200 - G 299

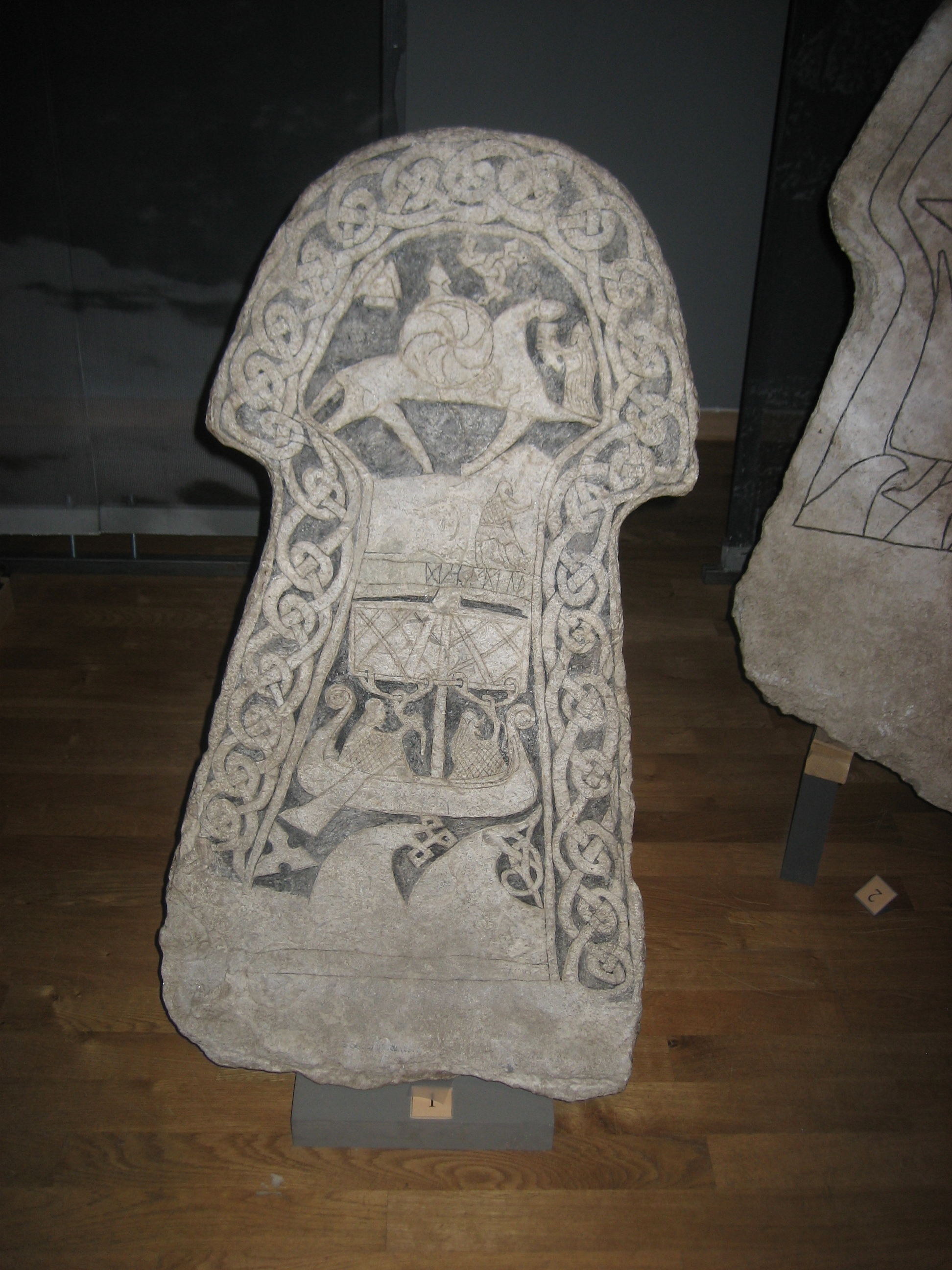
G 268, en run- och bildsten från Lillbjärs i Stenkyrka socken.

- G 200, Atlingbo kyrka, Atlingbo socken, Stenkumla ting
- G 201, Atlingbo kyrka, Atlingbo socken, Stenkumla ting
- G 202, Atlingbo kyrka, Atlingbo socken, Stenkumla ting
- G 203, Hogränsstenen, Hogräns socken, Stenkumla ting, nu i Gotlands fornsal
- G 204, Hogräns socken, Stenkumla ting, brakteat nu på Statens historiska museum
- G 216, Timas, Roma socken, Dede ting, vikingatida brynsten
- G 220, Hallfredestenen, Hallfrede, Follingbo socken, Dede ting, runstensfragment
- G 223, Endre socken, Endre ting
- G 224, Endre socken, Endre ting
- G 225, Endre socken, Endre ting
- G 226, Ekeby socken, Endre ting
- G 227, Ekeby socken, Endre ting
- G 228, Ekeby socken, Endre ting
- G 231, Vallstena socken, Bäls ting
- G 232, Vallstena socken, Bäls ting
- G 233, Vallstena socken, Bäls ting
- G 234, Vallstena socken, Bäls ting
- G 235, Vallstena socken, Bäls ting
- G 236, Vallstena socken, Bäls ting
- G 237, Vallstena socken, Bäls ting
- G 238, Källunge socken, Bäls ting
- G 239, Källunge socken, Bäls ting
- G 240, Bäls socken, Bäls ting
- G 241, Hejnums socken, Bäls ting
- G 242, Hejnums socken, Bäls ting
- G 243, Hejnums socken, Bäls ting
- G 244, Hejnums socken, Bäls ting
- G 245, Hejnums socken, Bäls ting
- G 246, Hejnums socken, Bäls ting
- G 247, Hejnums socken, Bäls ting
- G 248, Hejnums socken, Bäls ting
- G 249, Fole socken, Bro ting
- G 250, Fole socken, Bro ting
- G 251, Fole socken, Bro ting, guldbrakteat
- G 252, Lokrume socken, Bro ting
- G 253, Lokrume socken, Bro ting
- G 254, Lokrume socken, Bro ting
- G 255, Bro socken, Bro ting
- G 256, Bro socken, Bro ting
- G 257, Bro socken, Bro ting
- G 258, Väskinde socken, Bro ting
- G 259, Väskinde socken, Bro ting
- G 260, Väskinde socken, Bro ting
- G 261, Väskinde socken, Bro ting
- G 262, Väskinde socken, Bro ting
- G 263, Väskinde socken, Bro ting
- G 264, Martebo socken, Lummelunda ting
- G 265, Martebo socken, Lummelunda ting
- G 266, Stenkyrka, Lummelunda ting
- G 267, Stenkyrka, Lummelunda ting
- G 268, Stenkyrka socken, Lummelunda ting
- G 269, Stenkyrka, Lummelunda ting
- G 270, Tingstäde socken, Lummelunda ting
- G 271, Tingstäde socken, Lummelunda ting
- G 272, Tingstäde socken, Lummelunda ting
- G 273, Tingstäde socken, Lummelunda ting
- G 274, Tingstäde socken, Lummelunda ting
- G 275, Boge socken, Forsa ting
- G 276, Boge socken, Forsa ting
- G 277, Boge socken, Forsa ting
- G 278, Boge socken, Forsa ting
- G 279, Boge socken, Forsa ting
- G 280, Pilgårdsstenen, Pilgårds, Boge socken, Forsa ting
- G 281, Boge socken, Forsa ting
- G 282, Othems socken, Forsa ting
- G 283, Othems socken, Forsa ting
- G 284, Othems socken, Forsa ting
- G 285, Othems socken, Forsa ting
- G 286, Othems socken, Forsa ting
- G 287, Othems socken, Forsa ting
- G 288, Hellvi socken, Forsa ting
- G 289, Hellvi socken, Forsa ting
- G 290, Hellvi socken, Forsa ting
- G 291, Hellvi socken, Forsa ting
- G 292, Lärbro socken, Forsa ting
- G 293, Lärbro socken, Forsa ting
- G 294, Lärbro socken, Forsa ting
- G 295, Lärbro socken, Forsa ting
- G 296, Lärbro socken, Forsa ting
- G 297, Lärbro socken, Forsa ting
- G 298, Lärbro socken, Forsa ting
- G 299, Lärbro socken, Forsa ting

## G 300 - G 399
- G 300, Lärbro socken, Forsa ting
- G 301, Lärbro socken, Forsa ting
- G 302, Lärbro socken, Forsa ting
- G 303, Lärbro socken, Forsa ting
- G 304, Lärbro socken, Forsa ting
- G 305, Hangvars socken, Forsa ting
- G 306, Hangvars socken, Forsa ting
- G 307, Hangvars socken, Forsa ting
- G 308, Hangvars socken, Forsa ting
- G 309, Hangvars socken, Forsa ting
- G 310, Hangvars socken, Forsa ting
- G 311, Hangvars socken, Forsa ting
- G 312, Halls socken, Forsa ting
- G 313, Halls socken, Forsa ting
- G 314, Halls socken, Forsa ting
- G 315, Halls socken, Forsa ting
- G 316, Halls socken, Forsa ting
- G 317, Fleringe socken, Rute ting
- G 318, Fleringe socken, Rute ting
- G 319, Rute socken, Rute ting
- G 320, Rute socken, Rute ting
- G 321, Rute socken, Rute ting
- G 322, Rute socken, Rute ting
- G 323, Rute socken, Rute ting
- G 324, Rute socken, Rute ting
- G 325, Rute socken, Rute ting
- G 326, Rute socken, Rute ting
- G 327, Bunge socken, Rute ting
- G 328, Bunge socken, Rute ting
- G 329, Bunge socken, Rute ting
- G 330, Bunge socken, Rute ting
- G 331, Bunge socken, Rute ting
- G 332, Bunge socken, Rute ting
- G 333, Bunge socken, Rute ting
- G 334, Fårö socken, Rute ting
- G 335, Fårö socken, Rute ting
- G 336, Fårö socken, Rute ting
- G 337, Fårö socken, Rute ting
- G 338, Fårö socken, Rute ting
- G 339, Fårö socken, Rute ting
- G 340, Visby stad
- G 341, Visby stad
- G 342, Visby stad
- G 343, Hailgairs häll, S:t Hans och S:t Pers kyrkoruiner, Visby stad
- G 344, Visby socken
- G 345, Visby stad
- G 346, Visby stad
- G 347, Visby stad
- G 348, Visby stad
- G 349, Visby stad
- G 350, Visby stad
- G 351, Visby stad
- G 352, Visby stad
- G 370, Hablingbo kyrka
- G 373, Sproge kyrka
- G 392, Visby stad
- G 394, Ekeby socken, Endre ting
- G 395, Hellvi socken, Forsa ting